# Бървеница
Бървеница (на македонска литературна норма: Брвеница; на албански: Bërvenica, Бървеница) е село в Северна Македония, център на община Бървеница в областта Горни Полог.

## География
Селото е разположено на 7 километра южно от Тетово на левия бряг на река Темищица, недалеч от вливането ѝ във Вардар.

## История
В обобщен списък на джизието на немюсюлманите от вилаета Калканделен от 18 юли 1628 година селото е отбелязано като Бървениче, с 6 ханета (домакинства).
В края на XIX век Бървеница е село в Тетовска каза на Османската империя. Андрей Стоянов, учителствал в Тетово от 1886 до 1894 година, пише за селото:
| „ | С. Бървеница — има 16 прости кѫщи и е чифликъ. При селото, подъ високи стари дѫбове, стоятъ селскитѣ гробища, при които се виждатъ развалини отъ стара църква, при която селенитѣ колятъ курбанъ на зимни св. Атанасъ. | “ |

Според статистиката на Васил Кънчов („Македония. Етнография и статистика“) от 1900 г. Бървеница е село, населявано от 105 жители българи християни.
Цялото християнско население на селото е под върховенството на Българската екзархия. По данни на секретаря на екзархията Димитър Мишев („La Macédoine et sa Population Chrétienne“) в 1905 година в Бървеница има 962 българи екзархисти.
При избухването на Балканската война в 1912 година един човек от Бървеница е доброволец в Македоно-одринското опълчение.
Според Афанасий Селишчев в 1929 година Бървеница е село в Бървенишка община (с център в Жеровяне) в Долноположкия срез и има 20 къщи със 119 жители българи и албанци.
Според преброяването от 2002 година селото има 2918 жители.
| Националност | Всичко |
| македонци    | 2834   |
| албанци      | 0      |
| турци        | 0      |
| роми         | 0      |
| власи        | 0      |
| сърби        | 68     |
| бошняци      | 1      |
| други        | 15     |

## Личности
- Манол Костанд. Търпев, македоно-одрински опълченец; 1-а рота на 2-а Скопска дружина;1.X.1912г.-неизвестно[8]